# Holu (langue)
Pour les articles homonymes, voir Holu.
Ne doit pas être confondu avec Holoholo (langue).
Le holu (ou kiholu, holo) est une langue bantoue parlée par la population holo principalement en Angola, également en République démocratique du Congo. En 2020, le nombre de locuteurs était estimé à 28 212.